# Synergétique
 (mars 2020).
Si vous disposez d'ouvrages ou d'articles de référence ou si vous connaissez des sites web de qualité traitant du thème abordé ici, merci de compléter l'article en donnant les références utiles à sa vérifiabilité et en les liant à la section « Notes et références ».
La synergétique est une science interdisciplinaire expliquant la formation et l'auto-organisation de modèles et de structures dans des systèmes ouverts loin de l'équilibre thermodynamique. Il est fondé par Hermann Haken (en), inspiré de la théorie du laser. L'interprétation par Haken des principes du laser comme auto-organisation des systèmes hors équilibre a ouvert la voie à la fin des années 1960 au développement de la synergie. Un de ses livres populaires à succès est Erfolgsgeheimnisse der Natur, traduit en anglais sous le titre The Science of Structure: Synergetics.
L'auto-organisation nécessite un système « macroscopique », composé de nombreux sous-systèmes en interaction non linéaire. En fonction des paramètres de contrôle externes (environnement, flux d'énergie), l'auto-organisation a lieu.
Un concept important de la synergétique est le concept de paramètre de commande, ou paramètre de contrôle (Order-parameter en anglais). Les systèmes sont soumis à des paramètres de contrôle qui peuvent être fixés de l'extérieur ou peuvent être générés par une partie du système considéré. Un exemple de paramètre de contrôle externe est la puissance absorbée dans un laser à gaz par un courant électrique. Des exemples de paramètre de contrôle générés en interne sont: les hormones dans le corps humain ou les neurotransmetteurs dans le cerveau.